# Timkó Imre (agrogeológus)
Timkó Imre (Ungvár, 1875. október 21. – Budapest, 1940. február 2.) agrogeológus. Timkó György bátyja.

## Életrajza
Tanulmányait a budapesti egyetemen végezte. 1896–1897-ben a Magyar Nemzeti Múzeum ásvány- és őslénytani osztályán gyakornok, 1897–1898-ban az egyetem állattani és anatómiai intézetében volt asszisztens, 1898-ban nevezték ki a Földtani Intézet agrogeológiai osztályára, 1898–1899-ben a magyaróvári gazdasági akadémián agrokémiai és talajismereti tanulmányokat folytatott. 1921-ben főbányatanácsos, 1933-ban gazdasági főtanácsos lett. 1935-ben nyugalomba vonulása előtt rövid ideig a Földtani Intézet helyettes igazgatója volt.

## Munkássága
Részt vett a hazai agrogeológiai felvételi módszerek kidolgozásában.  1902-ben Horusitzky Henrikkel együtt agrogeológiai térképet készített. Közreműködött az Ecsedi-láp és a Hanság lecsapolási munkálataiban.
Külföldön is végzett agrogeológiai vizsgálatokat: 1908-ban és 1912-ben Oroszországban, 1909-ben Ausztriában és Bajorországban, 1916-ban a Balkán több országában. 
Magyarország különböző vidékeinek, főleg Budapest környékének agrogeológiai viszonyaival foglalkozó dolgozatait a Földtani Intézet évi jelentései közölték.

## Főbb munkái
- Az Ecsedi-láp agrogeológiai viszonyai (Güll Vilmossal és Liffa Auréllal, Magyar Földtani Intézet Évkönyve 1906).